# Xã Johnson, Quận Knox, Indiana
Xã Johnson (tiếng Anh: Johnson Township) là một xã thuộc quận Knox, tiểu bang Indiana, Hoa Kỳ. Năm 2010, dân số của xã này là 1.382 người.